# オクシデンタリズム
オクシデンタリズム（英: Occidentalism）、逆オリエンタリズム（ぎゃくオリエンタリズム、英: reverse Orientalism）、または反西洋思想（はんせいようしそう）とは、主に近代ドイツのロマン主義に由来する、反近代的・反西洋的なイデオロギー・運動・政治体制のことである。オリエンタリズムの片割れに当たる。
このような考え方を持っている人のことを「オクシデンタリスト」（Occidentalist）という。

## 概要
著作家兼バード大学教授イアン・ブルマ、およびヘブライ大学名誉教授アヴィシャイ・マルガリートの研究書『反西洋思想』（Occidentalism）によれば、「オクシデンタリズム」（反西洋思想）は、西洋の「敵」によって描かれる「非人間的な西洋像」を指す。これは「殺人的な憎悪」であり、特定の政策や国家にではなく、特定の生き方・社会・政治の在り方（大都会・貿易・商業・懐疑主義・個人の自由等）に向けられる。ただしオクシデンタリズムは、「凶暴な憎悪と強い憧れがいかに密接に繋がっているか」を示してもいる。
単なる西洋文化への嫌悪感や、西側諸国の政策に対する考察・評論はオクシデンタリズムではない。「オクシデンタリズム」はオリエンタリズムの双子の片割れに当たるもので、正当な西洋研究とは異なる。何故ならオリエンタリズムに見られる、人間から人間らしさを取り除こうとする傾向が、オクシデンタリズムの中にもあるためである。オリエンタリズム的偏見の中には、非西洋人は完全な人間ではなく未成熟的で、自分たちよりも劣った人種として扱えるという前提があった。オクシデンタリズムもオリエンタリズムと同様、相手を人間未満に過小評価する傾向があり、オリエンタリズムをそのまま鏡で逆写ししたものと言える。
ブルマとマルガリートの『反西洋思想』について、『エコノミスト』や『ニューヨーク・タイムズ』は絶賛した。また『ニューヨーク・タイムズ』は、オクシデンタリズムについて
| 「この道はイスラムへ戻っているのではなく、実際は、西洋自身へ戻っている」 （"The path does not lead back to Islam but, in fact, back to the West itself."） |

と要約した。

### 経緯
オクシデンタリズムは、資本主義（capitalism）、マルクス主義（Marxism）、その他の諸々の主義（ism）と同じく、ヨーロッパで生まれ、その後に非西洋世界へと移動していった。西洋は啓蒙主義の源であり、世俗的・リベラルな思想を生み出していったが、同時に反動的で有害な思想をも生み出してきた。思想史的・歴史的には、オクシデンタリズムはヨーロッパの反宗教改革や反啓蒙主義から始まっており、以降は東西のファシズム（結束主義）やナチズム（国家社会主義）、反資本主義や反グローバル化運動となり、今日の様々な場所での宗教的過激主義に至っている。
西洋に対する国家主義的・土着主義的反抗は、近代化の社会経済的諸力に対する東洋世界の反応を繰り返している。しかし、その起源は西洋文化にある。つまり資本主義・自由主義・世俗主義を、社会や文化に破滅をもたらす力と見なす理想主義的過激派や保守的国家主義者から起こっている。近代西洋に対する反応は、初期は純然たる異文化との出会いだった。しかし後に現れた「オクシデンタリズム」の多くは、近代西洋思想を反転させ、民族国家の覇権・合理性に対するロマン主義的な拒絶・自由民主主義の一般市民の精神（心霊）的困窮、等といった思想へと変えた。
ブルマとマルガリートが突き止めたところでは、そうした反抗の由来はドイツロマン主義にある。また、19世紀ロシア帝国での西洋化主義者とスラヴ主義者との論争や、シオン主義（シオニズム）・毛沢東思想・イスラム主義（イスラム教）・帝国的日本国家主義のイデオロギーに現れている論も同根である。

### オクシデンタリズムにおける「西洋」イメージ
オクシデンタリズムの敵意が向けられる矛先は、次のようになっている。
| 敵意が向けられる対象 | 対象のイメージ                                                                     |
| -------------------- | ---------------------------------------------------------------------------------- |
| 「都市」             | 「尊大、貪欲、軽薄で退廃的な根無しのコスモポリタニズム（世界主義）に彩られた」都市 |
| 「ブルジョア階級」   | 「自らを犠牲にする英雄とは正反対に、自己保身に走る」階級                           |
| 「西洋的考え」       | 「科学と理性に裏付けられた」考え                                                   |
| 「不信心者たち」     | 「純粋な信仰世界のために倒されなければならない」者たち                             |

### オクシデンタリズムの土台

#### ドイツロマン主義
かつて非西洋世界では、ドイツロマン主義は魅力的と認識されていただけでなく、崇敬の対象だった。ロマン的なドイツ思想家（たとえばフリードリッヒ・ヴィルヘルム・シェリング）の胸像が運び込まれ、拝まれることさえあった。『反西洋思想』は次の通り論じている。
| ドイツロマン主義は、他の西ヨーロッパのロマン主義と異なり、単なる文学・芸術運動ではない。非常に強い政治的、社会的意味合いを帯びていた。 シェリングは著書『自然哲学』で、宇宙を有機体として描き、一定のゴールを目指して動いていくものとした。これはアイザック・ニュートンが提唱した「力と原因によって動くメカニズムとしての自然」、つまりゴールを持たない自然という考え方とは正反対だった。 シェリングの「有機体」という概念は、西洋の利己的な心を避ける方法を示唆しており、共同体のゴールを目指して動く生きた有機体としての社会という考えをも提供するものだった。それはまた、契約によって結ばれる個人が構成する集合体という、社会についてのリベラルな概念のアンチテーゼ〔ドイツ語: Antithese〕でもあった。 |

こうしたドイツロマン主義に触発され、西洋社会（イギリス・フランス・オランダ等）に対して「正反対の社会」を見る思想が生まれた。

#### ドイツ反資本主義（マルクス主義・社会主義・ナチズム）
ドイツの社会主義は、非西洋世界で礼賛された。ドイツの方法は、単なる西洋のクローンにならず、西洋の「毒」（鄧小平いわくキリスト教や資本主義的自由民主主義といった「精神的汚染」）に毒されず、近代国家を建設する方法だと見られていた。たとえばマルクス主義があり、これは西洋の近代思想だったが、キリスト教の代替物として平等主義・人類解放・普遍性を主張してもいた。マルクス主義は「科学的」（科学的社会主義）であり、キリスト的な宗教・文化の出る余地は無かった。またドイツ国家社会主義（ナチズム）は、西洋（資本主義的帝国主義）を模倣しているよう見せずに、産業的近代社会の一員に加わる方法を示した。
これらは実際には、かなり無理な試みだった。一つの知識・技術を、別の知識や素になっている「危険な思想」から隔離してくことは不可能だった。こうした近代化への代替ルートは、中国・北朝鮮・イラク・エジプト・ベトナム・エチオピア・キューバを含め多数の場で試みられたが、ことごとく失敗した。この失敗から、暴力的なオクシデンタリズム（土着主義的な純粋さへの憧れと破壊的な西欧嫌悪）が生まれた。

### オクシデンタリズムが及んだ地域の相互関係
『反西洋思想』によると、非西洋（東洋）的な地域の近代化には西洋思想が大きく影響している。しかし西洋帝国主義に対抗した勢力も、ほとんどは反資本主義的・国家社会主義（ナチズム）的な西洋思想を借用していた。前掲書はそれらの主な例として、大日本帝国とイスラム圏を挙げている。
日本の近代化は大蛇のとぐろのようなもので、その内側には土着主義的な反革命運動が潜んでいた。土着主義者らは、「魂を持たないオクシデント〔西洋〕の近代」とその「奴隷」のような東洋的従者に反抗し、「古代文化の精神的純血」を救おうとした。彼らの反革命運動は神道や侍などの伝統的イメージをアピールしたが、その多くはドイツなどの反資本主義的な西洋思想に基づいていた。
同じ制度の中で、そしてしばしば同じ人間の心の中で、《反西洋・反近代》は《西洋・近代》と共存してきた。『反西洋思想』は
| そこが問題なのだ。「オクシデンタリスト〔反西洋主義者〕」は、最も熱烈なジハーディ〔努力家〕でさえも、「オクシデント〔西洋〕」から完全に自分を切り離すことができない。 |

と述べている。「破壊しようとする制度〔前近代性〕の中心で醸成される革命〔近代化〕」という多面的な難問は、日本では昭和維新などとして、中東ではサダム・フセイン下のイラクなどとして現れている。イラク、シリア、エジプトでは世俗化・近代化を（表面的に）なし遂げた政権が、イスラム革命家たちの宗教テロを庇護し、時に激励もしていた。
| 国家 地域                                                        | 帝国主義                                                                                          | 汎民族主義                                                                | 生存圏（レーベンスラウム）                           | 英雄主義 （ヒロイズム） 死の崇拝 （自殺攻撃）                | ドイツロマン主義 反合理主義 反啓蒙主義                                                   | ドイツ反資本主義 ドイツ社会主義 マルクス主義                                                      |
| ---------------------------------------------------------------- | ------------------------------------------------------------------------------------------------- | ------------------------------------------------------------------------- | ---------------------------------------------------- | ------------------------------------------------------------ | ---------------------------------------------------------------------------------------- | ------------------------------------------------------------------------------------------------- |
| 枢軸国 ドイツ （ナチス・ドイツ第三帝国、日独伊三国同盟）         | 第三帝国 大ゲルマン帝国                                                                           | 汎ゲルマン主義 ドイツロマン主義                                           | 東方生存圏（レーベンスラウム・イム・オステン）       | ドイツロマン主義 自己犠牲 (ドイツ空軍) エルベ特攻隊          | ドイツナショナリズム ナチズム （国家社会主義）                                           | ナチズム （国家社会主義） ドイツロマン主義                                                        |
| 枢軸国 日本 （大日本帝国、日独伊三国同盟）                       | 日本帝国主義 八紘一宇 日独伊三国同盟 日独関係・枢軸国                                             | 汎アジア主義 大東亜会議 汎日本主義                                        | 大東亜共栄圏（イースト・アジアン・レーベンスラウム） | 日本ロマン主義 神風特攻隊 バンザイ突撃                       | 近代の超克 日本ロマン主義 神風特攻隊                                                     | 日独伊三国同盟 日独関係・枢軸国 近代の超克 日本ロマン主義 神風特攻隊                              |
| 親枢軸派 イスラム原理主義圏 （ナチス・アラブ関係、ナチスラーム） | ナチスラーム ナチス・アラブ関係 イスラム帝国主義 世界イスラム帝国 新オスマン帝国主義              | 汎アラブ主義 汎イスラム主義                                               | イスラム生存圏（イスラミック・レーベンスラウム）     | イスラム系ナチス親衛隊 「赤い死」 アルカイダ 神の党 自爆テロ | 西洋毒化 新ジャーヒリーヤ 神の党                                                         | ナチスラーム イスラム結束主義 （イスラムファシズム） イスラム教社会主義 アラブ社会主義 「赤い死」 |
| ロシア （ソ連／ソビエト帝国、ロシア帝国）                        | ロシア帝国主義（英語版） ルースキー・ミール／ロシア世界 大ロシア主義 ロシアンファシズム／ラシズム | 汎スラヴ主義 ユーラシア主義 「三位一体のロシア民族」 ロシアナショナリズム | ロシア生存圏（ロシアン・レーベンスラウム）           | 社会主義労働英雄 ソ連邦英雄 ロシア連邦英雄                   | スラヴ派 ロシア宇宙主義 「ロシアは頭ではわからない」 ルイセンコ主義 ロシアナショナリズム | マルクス・レーニン主義／スターリニズム 社会愛国主義 一国社会主義論 ロシア宇宙主義                 |
| 中国 （中国共産党）                                              | 一帯一路 習近平思想 中華思想                                                                      | 「中華民族の偉大なる復興」 中華ナショナリズム                             |                                                      | 紅衛兵                                                       | 毛沢東思想                                                                               | 社会愛国主義 社会主義核心価値観「愛国」                                                           |
| 北朝鮮 （朝鮮労働党）                                            | 先軍政治 小中華思想                                                                               | 主体思想 韓国民族主義                                                     |                                                      | 主体思想 金日成・金正日主義                                  | 主体思想 天道教                                                                          | 主体思想                                                                                          |
| インド （ヒンドゥー・ナショナリズム）                            | ヒンドゥトヴァ                                                                                    | ヒンドゥー・ナショナリズム                                                |                                                      | サフランテロ                                                 | サフロニゼーション コミュナリズム                                                        |                                                                                                   |

## 詳細

### 西洋と近代
オクシデンタリズムで言う「西洋」と「近代」は等しい概念であり、同様に定義しがたい。

#### 日本・ドイツの「近代の超克」
一例として1942年7月、著名な学者や知識人が京都で開いた座談会、「近代の超克」がある。当時は日本軍が真珠湾攻撃でアメリカの戦艦を爆撃した7ヶ月後であり、愛国的熱狂が頂点に達していた。出席者はいずれも、「西洋」への攻撃に喜びを表明したナショナリストであり、彼らは日本ロマン派の作家、仏教やドイツ哲学（ヘーゲル）の影響の濃い京都学派の哲学者、ドイツ社会主義（マルクス主義）からの転向者（林房雄）、ドイツ社会主義批評家（小林秀雄・亀井勝一郎）等だった。そこでは「日本の指導のもとでのアジア新秩序」というプロパガンダに与し、
等と主張された。そして、科学、資本主義、先進技術の日本社会への浸透、個人的自由という概念、民主主義といった類のすべてが「超克」されねばならない、とされた。座談会の出席者の一人、映画評論家の津村秀夫は、ハリウッド映画を激しく非難し、レニ・リーフェンシュタールの撮ったナチス政治集会のドキュメンタリー映画を絶賛した。強力な国家コミュニティをどう建設するかにおいて、後者の方が彼の考えに近かったからである。津村によれば、西洋に対する戦いとは、「ユダヤ人の金融資本」によって作られた「有毒な物質文明」との戦いだった。そして文化―伝統的な日本文化―は精神的かつ深遠であるのに対し、現代西洋文明は軽薄で根無しで創造性を破壊するものだという見解は、座談会の出席者たちの間で一致していた。彼らの考えでは、西洋（特にアメリカ）は冷淡で機械的である。そこで日本の皇道支配の下に、長い伝統を持つ東洋が統一されれば、慈愛に満ちた有機的かつ健全なコミュニティを取り戻せる、とされた。
アジア人にとって当時―そして今日でもある程度―は、「西洋」が「植民地主義」をも意味した。日本は西洋列強の権力の源になっている考え方や技術―ヨーロッパの衣服、プロシア憲法、イギリス海軍の戦略、ドイツ哲学、アメリカ映画、フランス建築など様々なもの―を、「文明開化」を通して模倣し適応していった。このような大規模な変革で日本は植民地化を免れた上に、列強の仲間入りを果たし、1905年には近代戦を戦って日露戦争に勝利した。レフ・トルストイは
と評している。だが日本より少し前に近代化していたドイツと同様、急激な近代化を行ったことで、日本社会には混乱がもたらされた。ついには歴史をくつがえし、西洋に打ち克ち、近代的なまま理想化された精神的過去に帰る方法が議論されるようにもなった。

#### 右翼・左翼の「近代の超克」
ここに見られる理想や意見は、イスラム急進派、中国をはじめとする非西洋世界の過激なナショナリストたち、西洋内部の急進的な反資本主義者などにも共有されている。そこに右翼左翼の二分法は当てはまらない。実際に1930年代、「近代の超克」という願望は、ドイツ社会主義（マルクス主義）に傾倒したインテリの間でも、右翼の排外主義者の間でも根強く、今日でも同じ傾向が見える。嫌悪の理由はそれぞれ異なるが、アメリカ帝国主義（アメリカの文化・企業）や近代の商業都市への嫌悪は、左翼・急進的イスラム主義者・ロマンチストにも共通している。

#### 反近代としての政教一致
こうしたオクシデンタリズムの核心には、「一体化」がある。例えば西洋の政教分離に反して、敬虔なムスリムにとっては政治・経済・科学・宗教は別のカテゴリに分離できない。哲学者の西谷啓治はムスリムではないが、自然科学・ルネサンス・宗教改革によってヨーロッパ精神文化が崩壊したと批判している。彼の理想は、政治と宗教が継ぎ目無く一つの全体を形成すること、言わば教会と国家が合体することにあった。戦時日本の神話・宗教は国家神道だが、それは古代日本の伝統というより、前近代のヨーロッパのキリスト教を曲解したことによる、近代の「発明」だった。
この種の国家宗教または「思考の政治」は、1930年代日本の京都から1970年代イランのテヘランにいたるまで、あらゆるオクシデンタリズムに見られる。この要素は全体主義において欠かせない。ヒトラーの第三帝国、スターリン体制下のソビエト連邦、毛沢東の中国では、宗教施設から大学の自然科学系学部まで、あらゆる機関が全体主義思想に従うように作り替えられねばならなかった。

#### 機械文明としての西洋イメージ
座談会「近代の超克」では19世紀の産業化・資本主義・自由主義経済の発展が「現代社会の諸悪の根源」であるという指摘もあった。「機械文明」や「アメリカニズム」に対して、古い文化を持つ日本とヨーロッパは立ち向かうべきという主張もあった。ヒトラーは
と語っている。日本の同盟者となったヒトラーは
とも述べていた。

ただし、アメリカ政府の行ったこと、行わなかったことは肝心ではない。例えば「近代の超克」の知識人たちが論じていたのは、アメリカの具体的な政策ではなく、アメリカについての概念―根無し草・コスモポリタン（世界主義的）・皮相・些末・物質主義・混血・流行中毒な文明についての概念―だった。ここでも日本の知識人たちは、主に当時のドイツ言論に倣っていた。その一例であるマルティン・ハイデッガーは、「アメリカ主義（Amerikanismus）」とはヨーロッパ魂を蝕むものだと批判した。「第三帝国」というフレーズを創ったアルトゥール・メラー・ファン・デン・ブルックは、
とした。つまりオクシデンタリズムで問われる「アメリカ」とは、アメリカの政策ではなく「アメリカについての考え方」であり、「魂のない機械化された社会」についての幻影に他ならない。

## 「都市」

### 近代西洋の世俗的象徴 ― 都市・経済・娯楽・「売春」
産業技術的な都市
アルカイダの司令官（アミール）オサマ・ビン・ラディンによれば、2001年の9.11テロによって近代西洋文明は崩壊した。
9.11の後まもなく、あるビデオテープが中国で売りに出されており、これは9.11の実写とハリウッド製の災害映画とが合成された映像だった。現実をフィクションと思い込むことは、現実の恐怖から離れるには容易な方法である。中国人や多くの人々にとって、9.11は映画か劇中の出来事のような印象を残した。その点で、オサマ・ビン・ラディンの作戦は大成功だった。ツインタワーとその中の人々を殲滅した行為は、現実的にも抽象的にも、「西洋との戦い」の一部だからである。大量殺戮は、「罪深き都市」の崩壊についての古代神話とも呼応した。
しかし西洋やアメリカに妬みや憎しみを感じるのは、それらが何なのか想像もできない人々ではない。普段から西洋のイメージや商品を身近に感じている人々である。9.11の合成編集ビデオを買い求めたのは ―― 貧しい農民ではなく ―― ニューヨークの摩天楼のような高層ビルがそびえ立つ、上海や北京をはじめとする大都会の若者たちだった。
ツインタワーを破壊したテロリストたちも、西洋で相当の期間を過ごし、専門教育を受けた教養ある若者たちだった。確かに、テロリストたちの重要目的は罪の浄化であり、リーダーの一人であるモハメド・アッタも女性とセックスを憎悪していた。遺言では、
と述べた。しかしアッタは、カイロの大学で建築学の学位を取得し、ドイツの大学（ハンブルク工科大学）で、都市計画におけるモダニズムと伝統について論文を書いていた。ビン・ラディン自身も、かつては土木技師だった。現代技術者たちの慢心の例とされたツインタワーは、皮肉にもその技術者によって破壊されたのだった。
都市・経済・娯楽
大都市が建設される度に、人々は復讐を恐れた。神の怒り、街門を突き破って襲ってくる野蛮人、あるいはキングコングやゴジラのような「怪物」が姿を現すのではないかという不安に苛まれてきた。火を盗むこと（プロメテウス）、知恵をつけすぎること（知恵の樹）、金を蓄えすぎること（マモン）、空に届くような塔を建てること（バベルの塔）、あるいは神に挑戦すること（冒涜）で、神の逆鱗に触れるのではないかといった不安があった。信心深い者にとって、問題は都市そのものではなく、都市の住人が、神を崇拝する代わりに商売や娯楽に熱中することである。
「売春婦」としての都市
大都会はしばしば売春婦になぞらえられる。そのイメージには、モハメド・アッタのような潔癖者が恐れ嫌悪する、女性のセクシュアリティ以上のものがある。売春婦の比喩は、商売によって成り立つ都市社会を表している。都市はそれ自体が巨大な市場であり、すべて物も人間も商品にする。都市に並ぶ売春宿・ホテル・デパート等は、より良い生活の幻想を売り、金さえあれば出生に関係なく好きに振る舞うことを可能にする。
へつらい・幻想・不道徳・現金等によって商品化された人間関係を象徴するのが「売春婦」とされた。オクシデンタリストが喧伝する「罪深い人間の都市」のイメージには、「売春婦」がつきものである。売買春ビジネスの決まり文句の一つに「女の体を買うことはできても魂を買うことはできない」というものがあり、これは（娼婦や娼夫が）プロの仕事をする際、感情をシャットアウトし魂を失う ―― 人間でなくなる ―― という考え方に繋がっている。産業革命の黎明期1860年代に名を馳せたパリの高級娼婦パイヴァについて、フランスの作家ゴンクール兄弟は日記にこう記している。
オクシデンタリズムから見れば、都市・資本主義・西洋機械文明のイメージはこのように、貪欲なぜんまい仕掛けの人形のような娼婦ということになる。

### 西洋産の反西洋都市主義
西洋都市への憎悪の起源
いつ頃から貪欲・不信心・根無しのコスモポリタニズムといった「邪悪」が、都市や西洋と結びつけられたのかは一考に値する。そもそも多様な人種の暮らす都市は、欧米特有ではなかった。ムスリムは伝統的に大都会を敵と見なさず、それどころか初期のイスラムでは、都市生活は遊牧生活の無知から人々を救うものとして推奨されている。何世紀もの間、バグダッドやコンスタンティノープルは貿易・学問・娯楽の中心地だった。もっと東では、北京の富と絢爛が13世紀ヴェネツィアからやって来た商人の目を眩ませた。当時の洗練された中国文明に比べれば、17世紀アムステルダムの豊かさも地方都市レベルに過ぎず、そして19世紀後半まで、江戸はどのヨーロッパ都市よりも大きく、高い人口密度を有していた。それでも、現代のバビロン的大都会のイメージは、西洋と強く結び付いている。それは、最初のオクシデンタリストたちがヨーロッパ人だからである。
反フランス的・反都市的なドイツ思想
リヒャルト・ワーグナー（ドイツロマン派の代表例）は、自分のゲルマン的英雄タンホイザーが旅の途中、官能と美の女神ヴィーナスに誘惑される場面について、こう記している。
ワーグナーの語りは、フランスの軽薄さに対する単なる反感を越えている。人が都市を嫌う理由は様々だが、オクシデンタリストの都市に対する偏見は、たいていの理由付けを遥かに超越している。彼らの考えでは都市は、非人間的で欲望に身を任せた邪悪な動物のひしめく「動物園」であり、都市生活者は「人間の魂を失った動物」なのである。
帝国主義下でヨーロッパは科学・産業・商業などの発展により、世界のメトロポリス（巨大都市・中心地）となった。それは、特定のヨーロッパの地域が世界の中心となり、それ以外ほとんどの場所は周辺部分に追いやられることを意味した。
ワーグナーのフランスに対する反感、および周辺地方国としてのドイツという考えは、ナポレオン・ボナパルトのヨーロッパ遠征の遺物ではあった。しかし、当時19世紀後半に力の頂点に達したフランス帝国は、ナポレオン下のフランスと異なり商業帝国であって、神的な使命感よりも富の追及によって動かされていた。19世紀商業帝国主義の最大の都はロンドンであり、世界最大の工業都市 ―― 「黒い悪魔の工場」の首都 ―― はマンチェスターだった。パリは粋なコスモポリタン的首都の座をロンドンと競い、ベルリンはいつもそれらに追いつこうと必死になっていた。
不純な都市文明を殲滅し、精神・人種の浄化を理想に掲げるオクシデンタリストにとって、こうした都会は羨望と恐れを同時に呼び起こす「憎悪の的」となった。その二世紀後には、ニューヨークがそれに該当した。

### 金と自由
啓蒙主義者・合理主義者ヴォルテールが見たように、金銭は信条・人種の違いを解消し、市場では生まれはあまり重要でない。しかし世俗性や通商法は、宗教的・封建的な人々にとっては、冷淡・機械的・非人間的にさえ見える。1826年にドイツから来た旅行者は、
と感想を残している。その20年後、ドイツ（プロイセン王国）の作家テオドール・フォンターネは、
と形容し、このような社会はやがて崩壊すると確信していた。フリードリッヒ・エンゲルスは、都市ですべての階級・地位の人々が、無差別かつ無関心に通り過ぎていくさまを団結の欠如と見て、「人間性が反発する何か」と評した。しかしこれは利点になり得るもので、都会の群衆や無関心は、人を開放することもある。19世紀イギリスをふくめ産業化過程にある国では、女性や田舎者が仕事・金・自由を求めて都会へ殺到した。産業化による荒廃・犯罪ギャング・売春宿等が待ち受けていても、人々は都会に流れ続けた。しかし一度去れば、田舎での確実な生活、固まった親戚関係、封建的・宗教的伝統への服従は失われ、それは時に猛烈な恨みを生む。

### 都市の「悪役」・反都市主義・反ユダヤ主義・ナチズム
都市の西洋風悪役
大都会を舞台にした訓話的な物語には、冷酷・狡猾・金持ち・性的堕落・貪欲・不誠実等を象徴する悪漢が定番であり、多くは西洋的な振る舞いをしている。
たとえば1950年代の日本映画では、主人公は着物を着て日本刀で奮闘するのに対し、悪役はスーツを着てウィスキーを飲み、銃で相手をする。ヨーロッパのギャング映画では、悪役の服装や振る舞いはアメリカ風である。そしてどの国でも、近代社会が典型的に敵とされている。アメリカのウェスタン映画ではたいてい悪役は、荒野に町を建てるため都会から新しく敷かれた鉄道に乗ってやって来る、スーツ姿のペテン師である。田舎にあった「誠実」と「信頼」の絆は、スーツを来た人間が書く「怪しげな契約書」に取って代わられる。
反ユダヤ主義・ナチズム
「地方」を飲み込む「怪物」としての大都会は、ヨーロッパでしばしばユダヤ人や根無し草の守銭奴と同一視された。こうした偏見の表現例としては、T・S・エリオットの詩がある。
ラビ（ユダヤ教の聖職者）の孫だったカール・マルクスは、ユダヤ人資本家をシラミに例え、貧困層を食い尽くす不潔な都会の寄生虫と評した。他の19世紀の社会主義思想家としてはピエール・ジョセフ・プルードンがおり、彼はユダヤ人を
と評した。ナチスはこのような偏見を受け継いで、大都市（ニューヨーク、ロンドン、パリ、ベルリン等）と、「寄生」するユダヤ人とを結び付けた。1933年以前のベルリンは、ナチスや多くのロマン派土着主義者にとって、退廃の象徴だった。1890年代のドイツでは、自然主義者・民俗愛好家・ヌーディスト（裸体主義者）・愛国主義者等が、「ベルリンから離れよう」というスローガンを掲げた。また、工場・スラム街・ナイトクラブ・左翼・民主主義・ユダヤ人・外国人等のあふれる「ベルリンの煉瓦から離れよう」という提唱も起こり、ベルリンの現代性は「ドイツらしくない」と攻撃された。
ナチスのプロパガンダでは、ベルリンのデパートは「ユダヤ人の唯物主義」の象徴であり、ドイツ女性の女らしさを化粧品等の「コスモポリタン」（世界主義的）な商品で堕落させるものだった。ナチスの出版物では、ベルリンのデパートは中小企業や正直な職人を締め付ける、ぬるぬるした不気味なタコとして描かれている。自然科学やモダニズム芸術は「ユダヤ人のペテン」と見なされ、ジャズという「ニグロ音楽」は、邪悪なアメリカ精神を表現しているとして非難された。
ヨーロッパ以外でも、西洋またはアメリカニズムが、大都会の悪徳や田舎の牧歌的風景消失の責任を負わされた。たとえば東南アジアでは中国人が、アフリカではインド人が責任を負わされ、彼らは金で動く「西洋化された」現地のエリートと結託し、本物の精神性に溢れる人種的に純粋なコミュニティーを毒する集団として攻撃される。しかし彼らの位置づけは、アメリカニズムと大都市に寄生する「ユダヤ人」の変形版である。そもそも、アメリカニズムやウェストクシフィケーション（Westoxification　西洋毒化）にまつわるこうした考え方は、元をたどれば西洋内で生まれた偏見に起源がある。

### ナチズム（国家社会主義）の模倣 ― 日本・イスラム圏
「近代の超克」も、日本の大都市の様子（ハリウッド映画・映画スター・カフェ・ダンスホール・風刺・ラジオ・新聞・短いスカート・自動車等）を非難していた。このような都市文明を日本の知識人たちは、軽薄・物質主義的・凡庸・根無し・非日本的であるとして憎み、深遠な精神文化とは正反対のものとした。しかし、ここにはある種の歴史的記憶喪失がある ―― ハリウッドスターが日本の映画館に登場する以前から、日本の都市は商業の中心として栄えていた。歌舞伎、市場、売春宿、娯楽施設の栄えた江戸時代の社会が、1930年代の東京の歓楽街よりも「精神的」だった証拠はない。
表面的な形は異なれど、当時の日本の思想家たちの意見は、1930年代のヨーロッパの思想家たちと同じだった。アラブ知識人の提唱した汎アラブ主義が汎ゲルマン主義に基づいているように、日本のインテリも1930年代ごろのドイツナショナリズムから多大に影響され、その反西洋観・反都市観をも模倣していたのだった。
20世紀で最も影響力のあったイスラム思想家の一人、サイード・クトゥーブは、1948年に生まれ故郷のエジプトからニューヨークにやって来た。そこでやりきれない思いを味わっていたクトゥーブによれば、
だった。大都会の中では「鳩でさえ不幸」に見え、そしてアメリカには「金銭、映画スター、新車」以外についての会話は存在しないのかと嘆いた。クトゥーブが故郷へ宛てた手紙には、「誘惑的な空気」の中で、日常生活に溢れる衝撃的な官能性や、アメリカ女性の慎みのない行動に悩まされている、と書かれている。大都会ではないコロラド州の町グリーリーでも、教会の主催したダンスパーティーがあまりに「淫ら」だったと衝撃を受けている。
クトゥーブは「純粋なイスラム教コミュニティー」という理想の守護者で、それは西洋の「偶像崇拝」・「物質主義」に抗してでも守らねばならないとした。しかしあらゆる純粋さの理想と同様、彼の言う「精神的コミュニティー」の理想も一つのファンタジーに過ぎず、暴力や破壊の因子を含んでいた。
ユダヤ陰謀説としての反資本主義
「商業」は西洋の発明ではないが、「近代資本主義」は西洋生まれではある。西洋の大都市が生んだ「普遍的システム」としてのグローバル資本主義は、新旧の帝国を席巻した。これは伝統・文化・信仰等を守りたい人々にとっては、深遠的・真正的・精神的なものを破壊する「陰謀」に等しかった。実際にはグローバル資本主義の影響は複雑で、「陰謀」と呼べるほど簡潔明瞭なものではないが、歴史的にこの「陰謀」はローマ帝国主義、英米資本主義、アメリカニズム、アメリカ帝国主義、十字軍シオニズム、または単に「西洋」と呼ばれてきた。
そしてユダヤ人は、商業・金融のみならず、西洋の普遍的主張 ―― 共和主義・共産主義・世俗的な法律等 ―― にも関与していると考えられてきた。1920年代にナチスがドイツの「社会悪」として糾弾したのは、ユダヤの資本家、詐欺師、「卑劣な反逆者」だけではなかった。ワイマール憲法を起案したユダヤ人弁護士たちも、ドイツ民族を骨抜きにしようとしたという理由で責められた。

### 反フランス革命・ユダヤ陰謀説・ドイツ反都市主義
こうしたユダヤ陰謀説の起源は、フランス革命にあった。すなわち、近代ヨーロッパにおけるユダヤ排斥主義  ―― ユダヤ人が世界支配を企んでいるという陰謀説 ―― は、フランス革命が象徴した左翼思想（啓蒙主義・合理主義・普遍性）への反発から始まった。フランスの反共和主義勢力によれば、ユダヤ人やフリーメイソンは、様々な伝統的機関（たとえばカトリック教会）を侵食しようとする、陰謀者の手先だった。
これに対してナポレオンはユダヤ人を解放し、征服したヨーロッパの先々で普遍的基準・法律を課そうとした。しかしそのような試みは、ナポレオンはユダヤ人の操り人形だという意見や、実は彼自身も隠れユダヤ人ではないかという憶測を生んだ。このフランス産の憶測は他のヨーロッパ人へ、特にドイツ人へ広まった。
ナチズム（国家社会主義）のユダヤ陰謀説
アドルフ・ヒトラーは著書『わが闘争』の中で、フランスはユダヤ系証券取引所の奴隷となっており、ユダヤ人によって巧妙に指示され、ドイツに復讐しようとしている、と主張した。アメリカは徹底的に「ユダヤ化」されていて、
ともヒトラーは主張した。ヒトラーおよび彼が考えを借りた作家たち全般に共通していたのは、生活共同体に関する独特の見解だった。それは、「民族（フォルク）」のコミュニティーは「有機的」なものであり、必然的にそのメンバー資格は「排他的基準」により定められるという見解だった。ヒトラーが好んだ思想家ヒューストン・スチュアート・チェンバレンは、イギリス市民権など僅かな金で「どんな黒ん坊でも手に入れることができる」と言っていた。対照的にフランス共和国・アメリカ合衆国・大英帝国等は、市民権によって（大都市のように）理論上すべての人を迎え入れた。
オクシデンタリストにとって、ユダヤ・アメリカ・フランス・イギリスは同類の標的である。そしてナチスドイツは、イスラム原理主義者と同様、それらすべてを敵にした。「ヨーロッパの真ん中の国」と称するドイツには、自分の国が「敵に全包囲されている」という感覚もあった。ドイツにとって東の境界線にはボリシェヴィキが、西には「ユダヤ化された」ヨーロッパやアメリカの民主主義国家があった。そのような不安を持つドイツのナショナリストにとって、ワイマール共和国は「西洋の雇われ対抗勢力」だった。
ナチスドイツはヨシフ・スターリンの「アジア的勢力」と戦う前に、まず西洋との戦いに挑んだ。ナチスは自由民主主義国家を人工的・合理的・物質主義的であり、混血が進んでユダヤ人で溢れかえっていると見なしていた。このヨーロッパ内（大陸の中心）で芽生えた、民主主義国家への殺人的衝動による攻撃は、オクシデンタリズムの最たる例である。

### 都市住民の反都市主義・「神の都」
近代都市への攻撃は、都市生活者の創作物として都市内部から生まれることが多い。典型例はニコラ・コルジェヴィッチである。彼はサラエボのシェークスピア学者で、ロンドンやアメリカに住んだ経験もあり、流暢な英語を話した。サラエボはバルカン半島で最もコスモポリタンな都市 ―― 多人種が集う世俗的都市にして、図書館・大学・カフェで有名な、教育と貿易の都市 ―― だったが、1990年中頃に彼は「民族浄化」と民族国家の復活の名の下に、サラエボ砲撃を命じて炎上させた。コルジェヴィッチは1997年1月16日に自殺を試み、ベオグラード病院で一週間後に死亡した。
大都市への致命的攻撃方法としては、単なる破壊ではなく改造もある。ヒトラーはベルリンを、「神の国」に匹敵するような世界首都「ゲルマニア」として改造する計画を発表した。計画が実施されればゲルマニアは「純血人種」に占拠され、リベラル（西洋）的な市民の自由・市場主義経済・民主主義・芸術表現の自由・個人主義等が「超克」されるはずだった。ヒトラーは
と誇った。
ヒトラーも自殺し、ゲルマニアの建設は未完に終わり、その形跡はほとんど残らなかった。しかし西洋の首都と競う統制都市建設の野望は終わらず、北朝鮮、中国、東南アジアなどが後に続いた。北朝鮮の首都平壌は、全体主義権力へ捧げられている。そこには105階立ての柳京ホテルがピラミッドのように建っているが無人であり、予算が尽きた上に建設が危険すぎるという理由で中途放棄されている。これらの都市は、方法は異なるが、西洋文明の粗暴なコピーを作って西洋を「超克」しようとした例となっている。

## 「西洋の心」
反合理主義・「魂」
「西洋」への攻撃であるオクシデンタリズムは、実際にはむしろ「西洋の心」への攻撃と言える。そこではしばしば、西洋の心は「進歩した白痴」のように歪んで描かれており、サヴァン症候群（イディオサヴァン）と──すなわち、部分的に数学的才能だけを持っている精神障害と──混同されている。いわく、「西洋の心」は電卓のように効率的で、経済的成功や高度技術（ハイテク）をもたらし得る反面、「魂」が無く、人間としての本質的重要さについて無能であり、「精神性」や人間的「苦痛」や「より高邁〔こうまい〕なもの」を理解する能力が無い。
このような知性・推論と直観・非推論という分け方は古代ギリシアにもあったが、《直観・非推論が知性・推論よりも優れている》という概念は、主にロマン主義（反近代的な近代思想）から由来している。オクシデンタリズムもその前例に従って、《傲慢な西洋の心は直観を持てないだけでなくその存在すら否定しようとする》、と批判している。

オクシデンタリズムで言う「西洋の心」は、与えられたゴール達成に最良な方法を見つけることはできるが、「正しい」ゴールを見つけることは一切できない。「西洋の心」における合理性には「真実」が存在してはいるが、それは半分かそれよりも少ない「真実」である。言わばオクシデンタリズムにとって、「西洋人」は
「間違った目的のために正しい手段を探し続ける、落ち着きのないでしゃばり人間」
である、とブルマとマルガリートは述べている。

### ドイツ・ロシアの反近代的ロマン主義
「西洋の心」への「アンチテーゼ」（）として挙げられるロシア魂は、近代19世紀の知識層によって創られた神話的存在である。彼らはおおむね「スラブ派（Slavophiles）」と呼ばれる、近代ロシアの土着主義思想家だった。「ロシア魂」または「己の魂との情事」は、全体的にはオクシデンタリズムの典型例であり、「西洋の心」を「汚らわしいもの」と見なす。より具体的にはそれは、反西洋・反合理的で民族・国民的な攻撃のモデルであり、中国、インド、イスラム国家などにおける知識層によって何世代も継承されていった。
スラブ思想はロシア魂に独特な「精神性」があることを強調したが、実際にはこの思想はドイツロマン主義に由来していた（これはロシアの自由主義（リベラリズム）がドイツのそれを手本にしたことと連動している）。大局的には、ドイツはピョートル大帝などから「西洋」のモデルと見なされたが、ドイツ自身にとってドイツは、「西洋」の被害者または下位でもあった。特に18～19世紀のドイツ（特にプロイセン）では、「西洋の神髄」とはフランスであり、それは強力で刺激的で脅威であると見なされていた。

哲学者アイザイア・バーリンが、ドイツのロマン主義運動とロマン的ナショナリズムを
「傷ついた国民感情、あるいはひどい国民的屈辱の産物」
と評したことは正確だと言える。フランスこそが西洋を政治的・文化的・軍事的に支配していたと思っているドイツ人──特に伝統的で信心深く、経済発展途上の東プロイセン人──にとって、フランスの存在は屈辱だった。プロイセン王のフリードリヒ大王は熱心に近代思想および横柄な役人たちをフランスから招いたが、事態を悪化させた。結果的にドイツ人は、詩人シラーが述べた「曲がった小枝理論」のように、枝が跳ね返るように「自分たちの劣等的地位を受け入れることを拒絶した」。
「純粋」・「単純」・「内面」的なロマン主義
外国軍だけでなく自国政府によっても抑圧される状況では、「腐敗」した権力と洗練を避け、「純粋」で「単純」な「内面生活」へと退却する思想がしばしば強調される。政治的議論が抑圧されるそのような状況では、哲学や文学が政治の代用品となり、それは19世紀のドイツとロシアに当てはまっていた。厳格な検閲はむしろ、思想を──極めて難解なものをも含め──重大だと感じさせることになった。皇帝（ツァーリ）統治下のロシアでは、思想を実行する難しさのため多くの思想家や作家が純正主義（ピューリズム）化し、極論が狂信的に主張され、彼らは一種の「預言者」となった。彼らの思想は大部分が（特に1797～1815年の）ドイツロマン主義に由来しており、それらはロシアで変形・削減されながらオクシデンタリズムに繋がっていった。

バーリンによれば、ロマン主義運動は反啓蒙主義運動の一部だった。啓蒙主義者や合理主義者たちの見解は楽観的で、人間の歴史を「より幸福でより合理的な世界へと直線的に進行するもの」と見なしている。（「技術史観」では、「人間社会の歴史的発展を究極的に決定している要因は技術の進歩である」と考えられており、技術という普遍的発展に比べて文化・思想・社会等は常に技術より遅れている、とされている。）　一方で、ロマンチック（ロマン的）または宗教的な人々は、悲劇的な感覚に基づいて自らの人生を「奈落の底」に位置づけ、自分自身について
「救済の希望の中で天を見上げている存在」
と考える傾向がある。奈落や堕落とは、すなわち「断片化」──例えば「真実の自己」から離れること、社会からの疎外、「自然」または「神」からの疎遠──とされる。
歴史学や社会科学と異なり、 宗教的・ロマンチックな世界観ではこの種の「一体性」は「純真」に等しく、そして「純真」の時代が「堕落」の前に存在する。「純真」・「堕落」・「救済」といった宗教的・全体的概念は古くからあるが、これらは宗教家だけでなくロマンチスト（ロマン主義者）も多用してきた。
このような思想から見れば、労働と市場もブルジョア的（市民的・資本家的）に分業され、分裂してしまっている。よって非ブルジョア的な宗教家やロマンチストにとっては、「救済」は統一や調和への憧れを満たすものである。彼らは非楽観的であるため、結果（目標達成）よりも過程（探求）を重視しており、よって「失われた一体性」を常に切望し続けている。ただし結果が軽視されるという意味で、さまざまな「試練」は、耐えられるものになる。
オクシデンタリズムへ多大に影響してきた宗教的・ロマンチックな政治や価値観では、「失われた過去の調和」への郷愁が根強い。表面的種類としては中世ヨーロッパ、ロシア正教会全盛期、初期キリスト教、古代日本といった様々な「過去」が引き合いに出されるが、いずれにも「失われた一体性」という内容が共通している。そのような「過去」は、「一体性」を回復する「偉業」の原点としても持ち出されている。
こうした文脈を持つオクシデンタリズムとロマン主義には、「悪い言葉」と「良い言葉」があり、例えば「機械的」は加害者／悪で、「有機的」は被害者／善であると見なされる。つまりこれらの運動が言うには、人は「有機的な心」によって自分自身・他者・自然または神と一体化できる。

### ドイツ・ロシアの人文学的・歴史的・政治的思想
宗教とロマン主義にとって、神性（神格）は「自然」、「歴史」、人間の「魂」として現れる。これらの神性には重複があり、また世界宗教はそれらすべてを含んでいる。ロマン主義はとりわけ「魂」と「自然」を重視しつつ、後者を神性の重要的側面として再発明した。ロマン主義はロシアにおいて、思想家や「預言者的小説家」によって採用された。例えば、文学者ドストエフスキーや哲学者ウラジーミル・ソロヴィヨフらはスラブ主義的に、人間の魂を「神の宿る寺院」とし、さらに「ロシア魂」を内的な聖域（アジール）とした。
さまざまなロマン主義に共通している特徴として、
- 反合理主義（合理主義は西洋の「疾病」である）
- 反機械論／反メカニズム（かつて活発な「有機体」だった西洋は、過剰な合理主義によって致命的に腐った）

等というイデオロギーが見られる。この文脈ではロシアは、ドストエフスキーの文学にあるような「極度の倫理的真面目さ」によって合理主義を「治癒」する。ドストエフスキーの小説内では、最も無作法な農民でさえ、最も洗練された知識人よりも「善良な人間」として描かれている。ここでいう「善」とは、神を畏れており、許しを請うべき相手が神であると「知っている」ことである。

ドストエフスキーに代表されるスラブ的ロマン主義では、人間が知性や理性によって問題解決しようとすることは誤りであり、代わりに「救済」を求めるべきだとされる。何故ならパスカルが
と言ったように、人生の「悲劇的側面」は知性ではなく「心の知恵」によって分かるものだから、と言われる。「西洋の心」は「苦しみ」を拒絶していて幸福追求・快楽主義・知性などへ偏向しているため、西洋に最も必要なものである「救済への道」が妨げられている。だが苦しみは「偉大な教育者」であり、自分や他者の苦しみを経験することで「心の理性」が成り立つ。
すなわちこれらのオクシデンタリズムの中では、《自然・田舎に根ざす民は本能的に「理性」よりも「魂」（心の理性）が重要であると分かっている》、ということになっている。例えば、文学者で思想家のレフ・トルストイはこう述べた。
ドストエフスキーはこうも述べた。
これらのロマン主義的な歴史哲学は歴史学から見れば不正確であり、この文脈で「ロシア的」と呼ばれるものの多くは、実際は「他の国」であるヨーロッパから由来している。例えばウォッカは14世紀、イスラム帝国（オスマントルコ帝国）がコソボの戦いでセルビアに勝った頃に西洋から入ってきた。「ロシア」という名前の由来「ルーシ」でさえ、スカンジナビア起源だという説もある。ロシアと強く結びつくようになった19世紀のオクシデンタリズム的思想も、大部分はドイツからの輸入品──ドイツロマン主義およびドイツ理想主義（観念論）──だった。
もちろんロシア独特の考えや品も存在してはいるが、スターリン政権も、《技術的発明はすべて「ロシア起源」である》というスラブ主義的主張を続けた。

### ロシアの反学術・政教一致
ロシア史の最重要要素の一つは、古代～中世ロシア（キエフ大公国）が西方教会（ローマカトリック教会）を拒絶しながらキリスト教国になったこととされる。これはすなわち988年、ウラジーミル1世の東方教会（ギリシャ正教）への改宗だった。中世14世紀には、ロシアの政治面および精神面での中心はモスクワとなった──首都および正教会の指導部がキエフからモスクワへ移り、ロシア公国郡の中心がモスクワ大公国となったのである。

ロシアでモスクワが「第3のローマ」と見なされ始めたきっかけは、東西教会の対立だった。1439年のフィレンツェ公会議で、西方教会はすべての東方教会に対し、ローマ法王の下での統一を呼びかけたが、モスクワはそれを「西方教会との統合」であり背信行為であると見なし、ロシア正教会はより国教化しつつ「真のキリスト教」の伝道者を自任した。そしてモスクワは「第3のローマ」、ロシアは「聖なるルーシ」と見なされるようになった。こうしたロシアの「救世主観」はさらに強固化していき、
「ロシアこそがキリスト教信仰の唯一の正統継承者」
だという思想が固まった。
中世ロシア（モスクワ大公国）は、政治秩序というよりむしろ、「一体性」を重んじる宗教文明に近かった。そしてロシア人らは、自国だけでなく西洋をも「単一」の存在として捉える傾向があり、結果的に彼らは西洋の宗教的な思想や理論の「多様性」を過小評価するようになった。こうした世界観にとって、「多様性」や「新しさ」は「人工的」で渡来的で「真正さに欠ける」ものであり、「複雑化による支配」に繋がっている。
つまり「多様性」や「新しさ」は、被支配層の（宗教的）生活を「複雑」で難解なものにすることで被支配層を不安定にさせて、相対的に支配層が力を高めるための「戦略」である、と見なされている。これに対し、「素朴」な単純さは根本的に「ロシア的」なものと見なされる。

### ドイツ化・近代化・反近代主義・ドイツロマン主義
近代化においては、一国の中に近代化しようとする西洋派とそれに強く対立する反近代運動家がおり、ロシアではスラブ派が「ロシア的」な土着主義を主張した。スラブ派のロマン主義的反動には、政治的かつ思想的な三つの中心地があり、それはモスクワ、サンクトペテルブルク、キエフだった。
サンクトペテルブルクという都市は、近代化・西洋化を推進するためにピョートル大帝が1703年に建てた「ヨーロッパへの窓」であり、1712～1918年のあいだはロシアの首都だった。ピョートル大帝は若い頃からモスクワのドイツ人居住区に出入りしており、西洋（ドイツ）が技術・組織・清潔さでロシアよりも優れていると考えていた。
ドイツ生まれのエカチェリーナ大帝（在位1762～1796年）は、西洋から物質面（船や大砲など）だけでなく文化面（書籍など）をもロシアに輸入させた。彼女はロシアの知識階級「インテリゲンチャ」──すなわち特権階級と大衆との中間層──の誕生・発展に尽力した。しかしこの皇帝はフランス革命後、自分が創ったインテリゲンチャを敵視するようになっていった。彼女の息子パーヴェル1世（在位1796～1801年）は無能として知られ、「知的汚染」を恐怖し、外国書籍の輸入やロシア人の外国旅行をも禁じた。
それでもパーヴェル1世の死後、知識人らや文化人らは「ロシアと西洋」の関係を主な課題とした。例えばトルストイは、ナポレオンを「不自然」で「人工的」な西洋精神（フランス精神）の象徴として描いた。同時にトルストイは、ナポレオンに勝った「神がかり」的で「救世主的反動主義」に没頭している皇帝（ツァーリ）──アレクサンドル1世──を、「自然」に根ざしたロシア精神の象徴として描いた。だが実際にはこの皇帝と対照的に、皇帝配下の指揮官たちは、ナポレオン戦争を通してフランス啓蒙主義から多大に影響されていた。
ニコライ1世（在位1825～1855年）の統治下──または圧政下──では、西洋派（西洋主義者）とスラブ派の戦いによって、ロシアのオクシデンタリズムが一層イデオロギー化した。スラブ派は「西洋の心」──西洋主義──を、「機械的」で「人工的」で「傲慢」であると見なして軽蔑した（同時期に西洋主義者(西洋派)にとって、「スラブ派」という言葉は、偏狭な部族主義者を指す軽蔑語になった）。
ロシア内のドイツ反近代主義・ドイツロマン主義
スラブ派の中で最も理論的であり、19世紀ロシアへ根本的なイデオロギー的影響を与えた例としては、
- イヴァン（1806～1856年）とピョートル（1808～1856年）のキレエフスキー兄弟
- アレクセイ・ホミャコーフ（1804～1860年）
- コンスタンティン・アクサーコフ（1817～1860年）
- ユーリ・サマーリン（1819～1876年）

等が居り、彼らの生まれは文化人や知識人の家だった。彼らのインスピレーション（霊感・ひらめき）の由来は哲学と文学だったが、ニコライ1世の圧政は、哲学を最も体制破壊的な学問と見なしていた。このため哲学は、ドイツロマン主義やドイツ理想主義（ドイツ観念論）と共に、「地下に潜って」いった。
ヨーロッパ哲学、特にドイツ思想を愛好する青年貴族の会「知恵愛好者」へ、イヴァン・キレエフスキーは17歳の頃に加わった。この愛好会にとって最大の知的「ヒーロー」は、ドイツロマン主義の思想家フリードリヒ・ヴィルヘルム・シェリング（1775～1854年）だった。現在ではシェリングが読まれることは稀で、評価されることはさらに少ないが、彼はロシアで称賛・崇拝さえされていた。彼の胸像をキレエフスキーは運び込み、拝んだ。シェリングはミハイル・ポゴージンのような反動主義者らからも、無政府主義者であるピョートル・クロポトキンのような急進主義者らからも崇敬されていた。

シェリングが示したようなドイツロマン主義が魅力的であると評価された理由は、その「宇宙観」がスラブ派の感覚に一致していたためだという。ドイツロマン主義は、他の西欧のロマン主義と違い、政治・社会的運動を兼ねている文学・芸術的運動であり、計算に基づくメカニズム（機械論）に反対した。その代表例であるシェリングが反抗した相手とは、ゴールを持たない自然観であり、すなわち
「力と原因によって動くメカニズムとしての自然」
というニュートン的考え方であり、計算的・打算的なシステム（組織）でもあった。シェリングの著作『自然哲学』は、「自然」または「宇宙」を、一定のゴールを目指して動く「有機体」として描いている。よって「有機体」が反抗している対象は《個人、自由（リベラル）な契約に基づく個々人の社会、私的利益を追求する個人的精神──つまり「西洋」的な心──》でもあるという。
このようなドイツロマン主義の「宇宙観」・世界観を元に、ロシアを「西洋」（イギリス・オランダ・フランス共和国など）とは正反対の社会と見なすスラブ主義的潮流が生まれた。スラブ主義において「社会」が意味するのは、
- 神および人間の「有機体」
- 「教会」または宗教的共同体
- ソボルノスチ（sobornost　ソボルノスト）

である。ロシア語で「教会会議」が「ソボル」と言い、「一体化する」という動詞が「ソビラット」と言うように、そもそも「教会」という概念は、神（キリスト）の体において信者たちが「一体」になることを意味している。それは、キレエフスキーの言う
に繋がっている。

### 反資本主義・反合理主義・反個人主義・統一化
イヴァン・キレエフスキーは自著『新哲学原理』で、「西洋の心」と「非西洋の心」（「ロシアの心」）とを対立させた。キレエフスキー作の設定では、ロシアと違って西洋は「腐った土台」の上にあり、その土台とは精神的には「学問的合理主義」であり、社会的には個人主義の根本の「絶対的財産権」であるとされる。そして
- 「西洋の心」は、「抽象的・断片的」な理性であり、それは世界の「一体性」と断絶していて、「合理主義」と「分別」という「有害」な要素を持っている
- 「非西洋の心」（ロシアの心）は「有機的」であり、「信仰」によって導かれ、物事の「全体」を把握する力がある

となっている。

こうしたキレエフスキーのオクシデンタリズムにとって、西洋的頭脳派（アリストテレス）は非西洋的「英雄」（アレクサンドロス大王）よりも劣っている。「西洋の心」を「分別」に組み込んだ張本人であるアリストテレスは、しかし「幸い」なことに、自分の生徒であるアレクサンドロス大王に「分別」を教えられなかったので、大王は「栄光」を求めた。これに関してキレエフスキーは、
と述べている。つまり分別は「臆病な思慮」であり、「陳腐な通念」に基づいて極端な「平凡さ」へ執着することであり、「真実」の知恵とは正反対である。「臆病」な西洋では、自説を極論と見なされることは最悪であり、そのため「独創性」を恐れているという。

この文脈においても、ドイツ人らを中心とする多数の反自由（反リベラル）思想家たちが「分別」を「非英雄的な心」として非難しており、反自由主義（反リベラリズム）やスラブ主義には、商人を軽蔑して英雄崇拝する傾向がある。
キレエフスキーは、常識や共通的信条を「凡庸」と関連付け、「西洋の心」を「ブルジョア〔市民・資本家〕の心」と評した。こうしてキレエフスキーや彼に続いたオクシデンタリストらは、「合理的である」ことや「思慮深さ」を臆病・安定・鈍感に、「先見」を「退屈で守られた生活」に結びつけた。こうした考え方は、結束主義（ファシズム）やドイツ由来の全体主義とも関連している。

### ニーチェ・ドイツ全体主義・「ロシアのニーチェ」
「人間の意志」についてのフリードリヒ・ニーチェのドイツ哲学も、ロシア思想へ多大に影響した。これらにおけるオクシデンタリズムはしばしば、民営的・民主的な「西洋の心」を「行動」の障害と見なす。例えば、ハムレットのような「知的な苦悶」は麻痺状態に繋がり、「自発的な生活」から生まれる活力を欠いている、と評されている。スラブ派から見ればロシア内の西洋派とは、《人間の行動は理性で導かれるべき》だと誤解している「根無し草」で「ハムレット的」な存在である。スラブ派は、そのような誤った考えは「主意主義」（意志主義）に取って代わられるべきだと主張した。
主意主義（意志主義）とは、人間の行動は理知ではなく意志によって導かれるべきだという考えである。理性とは「行動を起こさないこと」への雑な正当化である、と考えるこの流れは、オクシデンタリズムにも通っている。

このような「強い意志力への心酔」は、結束主義（ファシズム）と国家社会主義（ナチズム）の中心にあった。彼らの観点によれば、自由（リベラル）な西洋は「臆病な理性」で麻痺しているのに対し、大きな決意は「意志力」が大きいので、決意の内容に関わらず崇拝すべきである。この哲学思想は、第三帝国ナチス・ドイツの「指導者原理（Führerprinzip）」の根底であり、「神」的な独裁者は、「運命」を決断することで権威を得る。第三帝国の法哲学においては、指導者原理は
でもあった。ナチ哲学者マルティン・ハイデガーとカール・シュミットの政治神学における「決断主義」によれば、決断を下す指導者は一神教的な「神」の役割を演じる。
こうしたオクシデンタリズム的な哲学思想にとっては、「計算高い西洋」または「自由主義者」（リベラル）は、「行動」すべき場面でいつでも賛否を熟考し、証拠を見逃すまいと恐怖し、不安定なまま行動できない。すなわち《「西洋」または「自由」とは、明白なものしか信じないことであるため、自らの信念で「決定」的な「行動」をするためには邪魔でしかない》、とされる。
「ロシアのニーチェ」と呼ばれたコンスタンティン・レオンチェフ（1831～1891年）は、典型的なオクシデンタリストの一人であると言える。上流階級に生まれたレオンチェフは宗教的（「僧侶」的）な傾向を持ち、クリミア戦争で軍属の外科医を務めた後で「精神」的な危機を経て、死ぬ直前に修道僧になった。近代的な技術を排除しようとした彼は、「ブルジョアの俗物」に対する「戦争の詩」の中で、「英雄」的姿勢を見せている。当時多大に注目された彼の著作『ロシアとヨーロッパ』は、歴史的進行を「有機的モデル」で説明した作品であり、その中で各モデルは若く活力ある順から
1. 初期：「胎芽〔芽生え・受精卵〕の素朴さ」
2. 中期：「開花の複雑さ」
3. 末期：「腐食と死」

と並べられている。
レオンチェフいわく、「自由平等主義」的な「西洋」は腐食していて末期にある。これに反し、ロシアという活力ある「文化」は開花段階にあるため、制度・機関を「凍結」し、皇帝（ツァーリ）の「純粋意志」に従うことで現状を維持できるという。多方面に展開したレオンチェフのオクシデンタリズムにおける中核は、《西洋対ロシアの競争の原因は「性格の違い」であり、勝利はより強い「意志」を持つ側にあり、よってロシアは西洋よりも優位にある》というものだった。
「合理主義批判＝西洋批判」
先述してきた哲学者たちや思想家たちのオクシデンタリズムが敵視しているのは、「西洋の心」という「過度な合理主義」である。代表例であるキレエフスキーの論は、人間の心を大学に喩えて、「西洋の心」は「理性学部」しか持たない大学であると評している。本来は感情学部、認識学部、記憶学部、言語学部なども重要であるという。こうしたオクシデンタリストらによれば、「西洋」は「傲慢」で「合理主義」という罪を犯している。これについてブルマとマルガリートは、
「オクシデンタリズムは、理性の優位に基づいて西洋が見せつける優越感に対する苦い憤懣〔ふんまん〕の表れとも言える」。
と述べている。
言い換えれば、「科学至上主義」が非西洋の急進的な改革者らによって推進されたことで、「西洋」への土着主義者的な敵意が激化したのであり、これはロシア、20世紀初頭の中国、イスラム圏でも共通している。例えば、中国で近代化推進派は
「科学先生」（ミスター・サイエンス）
「民主先生」（ミスター・デモクラシー）
と呼ばれており、彼らに反抗する者はしばしば、「伝統」的な「中国精神」という思想を主張した。つまりオクシデンタリストらが直接敵視しているのは、西洋自体よりも、非西洋の中の西洋派だと言える。

### 反合理化・反抗運動・自爆攻撃
衰亡していくロシアの再建を目指す合理的利己主義者を描いた小説『何をなすべきか』の作者、ニコライ・チェルヌイシェフスキー（1828～1889年）は、科学化を推奨する執筆もした。ドストエフスキーも「何をなすべきか」というテーマを使っていたが、彼が述べた内容は、以下のような反合理化・反功利化だった。
ドストエフスキーが自著『地下室の手記』で「地下運動家」に反抗させた相手は、水晶宮（クリスタルパレス）によって象徴される「西洋」である。科学と進歩を讃える19世紀最大の祝典の一つは、ロンドンの万国博覧会（1851年）であり、その中心が元庭師ジョセフ・パクストンの設計した水晶宮だった。この鋼鉄とガラスで製造された巨大な温室は、すぐに実用性・進歩性の象徴と見なされるようになった。これに対しドストエフスキーの思想によると、「科学至上主義」や「功利主義」に依存している西洋は、水晶宮と同様に社会をも産業的に設計・建設できると考えてしまっている。彼にとって、西洋から輸入された考え方は「危険」なイデオロギーであり、人を惑わす。彼の主張によれば、「人間性」には科学的な「自然の法則」など存在せず、もしそれが存在したとしても、計算された「幸福」など「人間」には関係無い。
ドストエフスキー流の見解は、《西洋という巨大な水晶宮は無味乾燥な合理主義のみによって突き動かされている》、という学術的に不正確なものだが、一定の共感を呼ぶ可能性がある。こうした見解が肯定する「無数の事実」が意味しているのは、合理的・功利的な計算を無視する言行であり、近代の自爆攻撃に似ている。何故なら、ドストエフスキーや自爆攻撃者らのオクシデンタリズム的主張は《ブルジョア（市民・資本家）的で機械的な西洋の人間にとって、信念のために喜んで自分の命を犠牲にする人間は理解不能だ》というのが要点だからである。

## 現代ヨーロッパの社会主義におけるオクシデンタリズム
ヨーロッパの社会主義者達の間の反西洋的偏見は、たとえばイスラム主義（イスラム教）的テロ攻撃の罪を西洋に負わせたり、 西洋やその同盟による行動に反対したりする反面、名の知れた西洋の敵達が同じような行動をすると支持または容認しており、オクシデンタリズムと呼ばれてきた。マーコ・アタィラ・ホォアは、ひたすら西洋的仲介に反対している初心な社会主義的「反帝国主義」は、オクシデンタリズムに等しいとしている。